# Middle Brook
Middle Brook is een buurt van de gemeente Gambo in de Canadese provincie Newfoundland en Labrador. De plaats ligt aan de oostkust van het eiland Newfoundland.

## Geografie
De buurt Middle Brook ligt aan de monding van het gelijknamige riviertje in een inham van Freshwater Bay. De buurt omvat de noordelijke helft van de dorpskern van Gambo en is gelegen aan provinciale route 320. Middle Brook ligt direct ten noorden van de eveneens tot Gambo behorende buurt Dark Cove.

## Geschiedenis
De plaats was gemeentevrij totdat ze in 1965 geannexeerd werd door de buurgemeente Dark Cove. De nieuw ontstane gemeente had het statuut van local improvement district (LID) en ging bekendstaan als Dark Cove-Middle Brook. Die gemeente werd in 1970 verder uitgebreid en ging vanaf 1980 uiteindelijk bekendstaan als Gambo.